# Schiavona
Schiavona [skjavòna] je bil renesančni meč, ki je postal popularen v Italiji s koncem 16. stoletja. Izvira iz meča beneške straže in od tod tudi ime, saj je bil velik del straže slovanskega porekla (Slovani so po italijansko Slavi [zlàvi], po beneško Schiavi [skjàvi]). Meč je bil dvorezen in širok, branik pa je imel navadno oblikovan kot košarico za čim večjo zaščito roke. Tak meč je bil dolg okrog en meter, tehtal pa je nekaj več kot en kilogram. V 17. stoletju je bil to vedno pogosteje tudi meč težke konjenice.